# Mołokisz Mały
Mołokisz Mały (rum. Molochișul Mic, ros. Малый Молокиш) – wieś o spornej przynależności państwowej (de iure Mołdawia, de facto Naddniestrze), w rejonie Rybnica.
W czasach Rzeczypospolitej wieś leżała w województwie bracławskim. Odpadła od Polski w wyniku II rozbioru.